# エドムンド・スアレス
ムンド(Mundo)こと、エドムンド・スアレス・デ・トラバンコ（Edmundo Suárez ,de Trabanco 1916年1月22日 - 1978年12月14日）は、スペイン出身の同国代表サッカー選手、サッカー指導者。ポジションはフォワード（FW）。バレンシアCFの歴代最多得点者である。

## 来歴

### 選手
強靭な身体と不屈の意志を持ち、1940年代に黄金期を築いたバレンシアCFの中心選手であった。エピファニオ・フェルナンデス、アマデオ・イバニェス、ビセンテ・アセンシ、ギジェルモ・ゴロスティサなどとともに構成された攻撃陣はDelantera Eléctrica（デランテーラ・エレクトリカ、電撃フォワード）と呼ばれた。バレンシア在籍時には1試合あたりの得点率0.92という高い得点力を誇り、1941-42シーズンには27得点で、1942-43シーズンには28得点でそれぞれ得点王（ピチーチ賞）に輝いた。1950-51シーズンには同じプリメーラ・ディビシオンのCDアルコヤーノに在籍し、1951年に現役引退した。1941年12月28日のスイス戦でスペイン代表デビューし、3試合で3得点を挙げている。

### 指導者
1963年にやはりバレンシアのレジェンドのひとりであったパシエギートに代わって古巣バレンシアの監督に就任した。1963-64シーズンのリーグ戦では前年度を上回る6位でシーズンを終え、インターシティーズ・フェアーズカップでは決勝でレアル・サラゴサに敗れたものの、準優勝を果たした。これらの好成績によって留任したが、1964-65シーズンはリーグ戦4位に留まり、ムンドは退任してサビーノ・バリナガ監督に交代した。しかし、バリナガ監督政権下の1965-66シーズンは9位に終わったため、1966年に再びムンドがバレンシア監督に就任し、1966-67シーズンのコパ・デル・レイでは決勝ではアスレティック・ビルバオを2-1で破って優勝した。1968年10月13日、成績不振によってバレンシア監督を退任した。

## タイトル

### 選手
- バレンシアCF

プリメーラ・ディビシオン (3) : 1941-42, 1943-44, 1946-47
コパ・デル・レイ (2) : 1940-41, 1948-49
ピチーチ賞 (2) : 1941-42, 1943-44

### 指導者
- バレンシアCF

コパ・デル・レイ (1) : 1966-67

## 個人成績
| クラブ       | クラブ         | クラブ       | リーグ | リーグ |
| シーズン     | クラブ         | リーグ       | 出場   | 得点   |
| ------------ | -------------- | ------------ | ------ | ------ |
| 1939-40      | バレンシアCF   | プリメーラ   | 20     | 14     |
| 1940-41      | バレンシアCF   | プリメーラ   | 22     | 21     |
| 1941-42      | バレンシアCF   | プリメーラ   | 25     | 27     |
| 1942-43      | バレンシアCF   | プリメーラ   | 22     | 23     |
| 1943-44      | バレンシアCF   | プリメーラ   | 26     | 28     |
| 1944-45      | バレンシアCF   | プリメーラ   | 21     | 17     |
| 1945-46      | バレンシアCF   | プリメーラ   | 25     | 20     |
| 1946-47      | バレンシアCF   | プリメーラ   | 10     | 10     |
| 1947-48      | バレンシアCF   | プリメーラ   | 11     | 5      |
| 1948-49      | バレンシアCF   | プリメーラ   | 22     | 19     |
| 1949-50      | バレンシアCF   | プリメーラ   | 6      | 2      |
| 通算         | 通算           | 通算         | 210    | 186    |
| 1950-51      | CDアルコヤーノ | プリメーラ   | 21     | 9      |
| 通算         | 通算           | 通算         | 21     | 9      |
| キャリア通算 | キャリア通算   | キャリア通算 | 231    | 195    |